# Peter Cormack
Pour les articles homonymes, voir Cormack.
Peter Barr Cormack, couramment appelé Peter Cormack, est un footballeur international, puis entraîneur écossais, né le 17 juillet 1946, à Édimbourg et mort le 10 octobre 2024.
Occupant le poste de milieu de terrain, il est particulièrement connu pour ses saisons à Hibernian et à Liverpool, ainsi que pour avoir entraîné l'Équipe du Botswana de football.
Il compte 9 sélections en équipe d'Écosse.

## Biographie

### Carrière en club
Natif d'Édimbourg, il devint professionnel avec Hibernian, après avoir passé un an à l'équipe de jeunes des rivaux de Heart of Midlothian. Il resta 7 années avec Hibs, y jouant 182 matches de championnat pour 75 buts inscrits, avant d'être transféré à Nottingham Forest en mars 1970, contre une indemnité de 85 000 £.
Il passa deux saisons dans son nouveau club, jouant un total de 86 matches officiels pour 20 buts inscrits (dont 74 matches de championnat pour 15 buts). Nottingham Forest étant relégué à la fin de la saison 1971-72, il s'engagea avec le manager Bill Shankly pour Liverpool en juillet 1972, contre une indemnité de 110 000 £. 
Il devint une pièce importante des Reds, lorsque ceux-ci commençaient à conquérir différents titres, dont deux doublés championnat-Coupe de l'UEFA, en 1972-73 et en 1975-76, ainsi qu'une FA Cup en 1974.
Malheureusement, une blessure en octobre 1975 lui fit manquer une grande partie de la saison, et à son retour, Ray Kennedy, auparavant attaquant, mais repositionné au milieu de terrain au poste de Cormack, s'était durablement installé dans l'équipe et Cormack devient alors juste une solution de remplacement.
En novembre 1976, il fut donc transféré à Bristol City où il resta 4 saisons, avant de retourner en Écosse, brièvement dans son premier club, Hibernian, puis comme entraîneur à Partick Thistle, où il joua son ultime match officiel comme joueur.
Après 4 saisons à Partick, il entraîna par la suite le club chypriote d'Anorthosis Famagouste, puis la sélection nationale du Botswana. 
Il retourna par la suite à son premier club, Hibernian, en tant qu'adjoint de l'entraîneur Alex Miller. En décembre 2000, il fut nommé, de manière très temporaire, entraîneur de Cowdenbeath, étant remplacé après juste dix jours et sans avoir dirigé le moindre match. Il rempila pour un dernier contrat avec Greenock Morton entre juillet 2001 et mars 2002, après quoi il se retira définitivement du milieu du football.
Depuis lors, ses seules apparitions publiques se limitent à des participations à des tournois de golf pour célébrités. L'un de ses fils, appelé lui aussi Peter Cormack (en), est devenu footballeur professionnel, jouant entre autres pour Greenock Morton, Clydebank, Ross County et Stenhousemuir.

### Carrière internationale
Peter Cormack reçoit 9 sélections en faveur de l'équipe d'Écosse. Il joue son premier match le 25 juin 1966, pour un match nul 1-1, à l'Hampden Park de Glasgow, contre le Brésil en match amical. Il reçoit sa dernière sélection le 1er décembre 1971, pour une défaite 1-2, au Stade olympique d'Amsterdam, contre les Pays-Bas en match amical. Il n'inscrit aucun but lors de ses 9 sélections.
Il participe avec l'Écosse aux éliminatoires de la Coupe du monde 1970, à ceux de l'Euro 1972, ainsi qu'au British Home Championship de 1971. Il faisait partie des 22 joueurs de l'équipe d'Écosse sélectionnés pour la Coupe du monde 1974, mais n'y joua aucun match.

## Palmarès

### Comme joueur
- Hibernian :
  - Finaliste de la Coupe de la Ligue écossaise en 1969

- Liverpool :
  - Coupe de l'UEFA en 1972-73 et 1975-76
  - Champion d'Angleterre en 1972-73 et 1975-76
  - FA Cup en 1974
  - Charity Shield en 1974 et 1976

- Bristol City :
  - Vainqueur de la Coupe anglo-écossaise en 1977-78

### Comme entraîneur
- Partick Thistle :
  - Vainqueur de la Glasgow Cup en 1981